# باس باوه
باستيان جاكوب باوه (بالهولندية: Bas Paauwe)‏ (4 أكتوبر 1911 - 27 فبراير 1989) لاعب كرة قدم هولندي راحل كان يجيد اللعب في خط الوسط.
لعب طوال مسيرته الرياضية في نادي فيينورد (1929-1947).
مثل منتخب هولندا في 31 مباراة مسجلا هدف واحد (1932-1946). شارك مع منتخب هولندا في بطولة كأس العالم 1934 في إيطاليا حيث خرج من الدور الثمن النهائي وفي بطولة كأس العالم 1938 في فرنسا حيث خرج من الدور الثمن النهائي أيضا.
تولى تدريب أندية في في في فينلو (1968-1969) زوول (1982).

## وصلات خارجية
- باس باوه على موقع الاتحاد الدولي (مؤرشف)  (الإنجليزية)
- باس باوه على موقع قاعدة بيانات كرة القدم.إي يو (الإنجليزية)
- باس باوه على موقع ناشيونال فوتبول تيمز (الإنجليزية)
- باس باوه على موقع عالم كرة القدم.نت (الإنجليزية)

- سيرة ذاتية